# Линейное дифференциальное уравнение
В математике линейное дифференциальное уравнение имеет вид
{\displaystyle Ly=f}
где дифференциальный оператор L линеен, y — известная функция {\displaystyle y=y(t)}, а правая часть {\displaystyle f=f(t)} — функция от той же переменной, что и y.
Линейный оператор L можно рассматривать в форме
{\displaystyle L_{n}(y)\equiv {\frac {d^{n}y}{dt^{n}}}+A_{1}(t){\frac {d^{n-1}y}{dt^{n-1}}}+\cdots +A_{n-1}(t){\frac {dy}{dt}}+A_{n}(t)y}
При этом, если {\displaystyle f(t)\equiv 0}, то такое уравнение называется линейным однородным уравнением, иначе — линейным неоднородным уравнением.

## Уравнения с переменными коэффициентами
Линейное дифференциальное уравнение порядка n с переменными коэффициентами имеет общий вид
{\displaystyle p_{n}(x)y^{(n)}(x)+p_{n-1}(x)y^{(n-1)}(x)+\cdots +p_{0}(x)y(x)=r(x)}

### Пример
Уравнение Коши — Эйлера, используемое в инженерии, является простым примером линейного дифференциального уравнения с переменными коэффициентами
{\displaystyle x^{n}y^{(n)}(x)+a_{n-1}x^{n-1}y^{(n-1)}(x)+\cdots +a_{0}y(x)=0}

## Уравнение первого порядка
Линейное дифференциальное уравнение первого порядка с переменными коэффициентами имеет общий вид:
{\displaystyle y'(x)+f(x)y(x)=g(x)}
Уравнения в такой форме могут быть решены путём умножения на интегрирующий множитель:
{\displaystyle e^{\int f(x)\,dx}}
Уравнение запишется как:
{\displaystyle y'(x)e^{\int f(x)\,dx}+f(x)y(x)e^{\int f(x)\,dx}=g(x)e^{\int f(x)\,dx},}
В силу того, что левая часть образует дифференциал произведения
{\displaystyle \left(y(x)e^{\int f(x)\,dx}\right)'=g(x)e^{\int f(x)\,dx}}
Решение уравнения
{\displaystyle y'\left(x\right)+3y\left(x\right)=2}
с начальными условиями
{\displaystyle y\left(0\right)=2}
Имеем решение в общем виде
{\displaystyle y=e^{-3x}\left(\int 2e^{3x}\,dx+\kappa \right)}
Решение неопределённого интеграла
{\displaystyle y=e^{-3x}\left(2/3e^{3x}+\kappa \right)}
Можно упростить до
{\displaystyle y=2/3+\kappa e^{-3x}}
где {\displaystyle \kappa =} 4/3, после подстановки начальных условий в решение.
Что, после интегрирования обеих частей, приводит к
{\displaystyle y(x)e^{\int f(x)\,dx}=\int g(x)e^{\int f(x)\,dx}\,dx+C~,}
{\displaystyle y(x)={\dfrac {\int g(x)e^{\int f(x)\,dx}\,dx+C}{e^{\int f(x)\,dx}}}~.}
Таким образом, решение линейного дифференциального уравнения первого порядка
{\displaystyle y'(x)+f(x)y(x)=g(x),}
(в частности, с постоянными коэффициентами) имеет вид
{\displaystyle y(x)=e^{-{\int {f(x)\,dx}}}\left(\int g(x)e^{\int {f(x)\,dx}}\,dx+C\right)}
где {\displaystyle C} является константой интегрирования.

### Пример
Возьмём дифференциальное уравнение первого порядка с постоянными коэффициентами:
{\displaystyle {\frac {dy}{dx}}+by=1.}
Это уравнение имеет особое значение для систем первого порядка, таким как RC-схемы и масс-демпфер[неизвестный термин] системы.
В этом случае p(x) = b, r(x) = 1.
Следовательно, решение будет:
{\displaystyle y(x)=e^{-bx}\left(e^{bx}/b+C\right)=1/b+Ce^{-bx}.}